# Нанні Седеркрейц
Нанні Седеркрейц, уроджена Ебба Луїза Нанні Лагерборг (Nanny Cedercreutz; 19 березня 1866, Канни — 8 грудня 1950, Гельсінкі) — фінська письменниця і математикиня.

## Життєпис
Ебба Луїза Нанні Лагерборг народилася в Каннах 19 березня 1866 року в родині капітана Олександра Вільгельма Лагерборга і його дружини Нанні Франзен. Лагерборги — старовинний фіно-шведський рід, який протягом століть виявляв себе в державній і військовій галузях. Батьки Нанні проводили зиму в Каннах, оскільки її батько страждав туберкульозом легень і потребував м'якшого клімату. Мати дівчинки померла незабаром після народження дитини.
Дитинство Нанні пройшло в Гельсінкі, де вона відвідувала школу. 1885 року вона виоушила в Женеву з метою вивчати французьку мову. В Женеві в неї виник інтерес до математики, і вона почала відвідувати лекції з математики та фізики в Женевському університеті. 1886 року продовжила навчання в Стокгольмському університеті, де її викладачами були Магнус Міттаг-Леффлер і Кнут Юхан Ангстрем. 1888 року Нанні Лагерборг захистила дисертацію з фізики.
Після навчання в Стокгольмі Нанні Лагерборг вирушила в Париж і продовжила вивчення математики та фізики в Сорбонні. У січні 1890 року вона виступила з лекцією у Французькому математичному товаристві, а в лютому її прийнято в члени товариства, і вона стала другою жінкою, після Софії Ковалевської, відзначеною цією честю. Того ж року вона здобула ступінь ліценціата математичних наук.
1892 року Нанні Лагерборг вийшла заміж за лікаря, барона Еміля Вальдемара Седеркрейца. Між 1893 і 1906 роками у неї народилося четверо дітей. 1912 року Нанні Седеркрейц дебютувала як письменниця. Серед її літературних творів — збірки оповідань, віршів та історій для юнацтва. Крім того, Седеркрейц писала книги і статті про подорожі і про природу.
Баронеса Нанні Седеркрейц померла 8 грудня 1950 року в Гельсінкі.